# Байгончецька волость
Байгончецька волость — адміністративно-територіальна одиниця у складі Перекопського повіту Таврійської губернії. Утворена в 1860-х роках, після земської реформи Олександра II, як частина Таврійської губернії, в основному, із сіл старої Ішунської, Аг'ярської та Башкіріцької волостей.

## Географія
Розташовувалася у східній частині повіту, межує з Феодосійським повітом на сході і Сімферопольським повітом на півдні; на південному заході — із Григорівською волостю і на заході — з Ішунською. Займала територію частини сучасних Джанкойського і Нижньогірського районів. За результатами Х ревізії 1887 року населення становило 7 869 чоловік у 50 населених пунктах.

## Склад і населення волості на 1887 рік
Байгончецька волость існувала до початку 90-х років XIX століття, коли в результаті земської реформи 1890 року була скасована, а поселення передані в нові волості, в основному Ак-Шейхську та Тотанайську.